# HLE 15
De locomotiefreeks HLE 15 was een Belgische locomotief uit 1962. De machines werden ingezet in het internationale verkeer.
Deze locomotieven werden in 1962 voor de Belgische spoorwegen (NMBS) in een aantal van vijf stuks gebouwd door La Brugeoise et Nivelles te Nijvel. Ze kwamen in dienst als het type 150. In 1971 werd de serie hernoemd in reeks 15. Ze waren speciaal bedoeld voor het internationale verkeer tussen Parijs, Brussel en Amsterdam en waren dan ook geschikt voor de bovenleidingsspanningen 25kV 50 Hz voor Noord-Frankrijk, 3kV voor België en 1.5kV voor Nederland. Vele jaren reden ze met TEE-treinen als de Île-de-France en Etoile du Nord op hun stamroute. Per 1 januari 1988 mochten ze wegens het ontbreken van het Nederlandse beveiligingssysteem ATB niet meer verder rijden dan het Nederlandse grensstation Roosendaal. Nadat ze ook in Frankrijk niet meer werden ingezet reden ze  dan ook enkel binnenlandse treinen, zoals op de lijn Luik-Gouvy.
De locomotieven van de reeks 15 waren met hun 77,7 ton de 'lichtste' elektrische locomotieven van de NMBS. Doordat ze zouden worden ingezet tussen Amsterdam en Parijs dienden ze te voldoen aan de maximum toegelaten asdruk in Nederland die destijds gold op bepaalde bruggen die op het traject voorkwamen.
Na de buitendienststelling zijn twee machines bewaard gebleven voor museale doeleinden. Locomotief 1503 wordt bewaard door de NMBS-Holding in Train World te Schaarbeek, terwijl locomotief 1504 in het spoorwegmuseum Retrotrain te Saint-Ghislain staat.

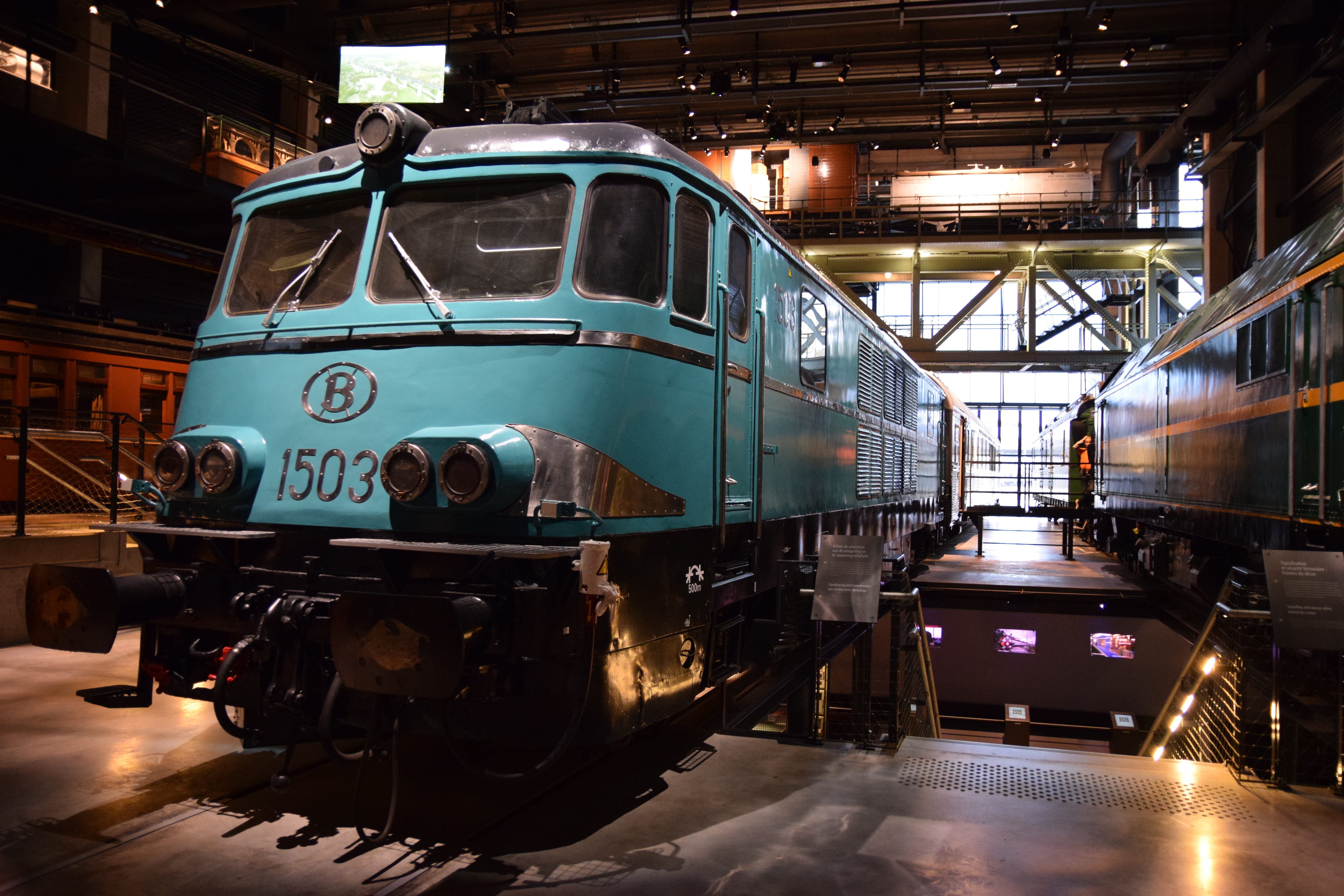
Locomotief 1503 in Train World